# Ткачёв, Алексей Петрович
Алексе́й Петро́вич Ткачёв (11 сентября 1925, Брянская губерния — 3 апреля 2025, Малый Городок, Вышневолоцкий городской округ, Тверская область, Россия или Академическая дача, Вышневолоцкий городской округ, Тверская область, Россия) — советский, российский художник-живописец, педагог. Народный художник СССР (1983). Лауреат Государственной премии СССР (1978), Государственной премии РСФСР имени И. Е. Репина (1968) и премии Правительства РФ (2005).
Младший брат народного художника СССР, академика С. П. Ткачёва, вместе с которым они составляют творческий тандем «Братья Ткачёвы».

## Биография
Родился 11 сентября 1925 года в деревне Чучуновка (ныне Брянский район, Брянская область).
Основам рисования учился в Доме пионеров Бежицы у педагогов В. И. Влазнева и А. И. Масленко. А затем, после победы на конкурсе детского изобразительного творчества «Наша Родина» в 1939 году, был принят в Московскую среднюю художественную школу (ныне Московский академический художественный лицей), где учился у профессоров Г. М. Шегаля, В. В. Почиталова и С. П. Михайлова.
В 1941 году, с началом войны, был эвакуирован в Свердловск, где работал разметчиком танковых моторов на Уралмаше. После демобилизации поступил в Свердловское художественное училище, через год перевёлся в Москву.
В 1945—1951 годах обучался в Московском государственном художественном институте им. В. И. Сурикова, мастерская Г. Г. Ряжского. Во время обучения в институте начал активно выставляться.
После института был направлен в Минск, работал в Союзе художников Белорусской ССР.
В 1956 году переехал в Подольск.
С 1973 года — художественный руководитель творческой мастерской живописи при АХ СССР. Профессор.
С 1953 года — член Союза художников СССР (СХ СССР), с 1977 года — секретарь правления СХ СССР. С 1956 года — член правления Московской областной организации Союза художников РСФСР, а в 1960 году, на первом съезде художников РСФСР, избран членом правления Союза художников РСФСР.
В 1973 году избран членом-корреспондентом АХ СССР, а в 1978-м — академиком.
В 1995 году — открыт Музей братьев Ткачёвых (Брянск). В дар музею Ткачёвы передали около 200 картин.
Жил и работал в Москве; последние годы жизни провёл на Академической даче под Вышним Волочком.
Скончался в своëм доме-мастерской 3 апреля 2025 года на 100-м году жизни.

### Семья
- Брат — Сергей Петрович Ткачёв (1922—2022), художник. Народный художник СССР (1983), академик АХ СССР и РАХ
- Жена — Лидия Алексеевна Пантюшкина
  - Дочь — Елена Ткачёва (род. 1959), живописец. Член-корреспондент РАХ
    - Внучка — Мария.

## Награды и звания
- Лауреат Всемирного фестиваля молодёжи и студентов в Москве (1957)
- Заслуженный художник РСФСР (1963) — за заслуги в области советского изобразительного искусства[11]
- Заслуженный деятель искусств РСФСР (1970) — за заслуги в области советского изобразительного искусства[12]
- Народный художник РСФСР (1974) — за заслуги в развитии советского изобразительного искусства[13]
- Народный художник СССР (1983) — за большие заслуги в развитии советского изобразительного искусства[14]
- Государственная премия СССР (1978) — за картины «Пора сенокосная», «Июньская пора»
- Государственная премия РСФСР имени И. Е. Репина (1968) — за картины «Между боями» и «За землю, за волю»
- Премия Правительства Российской Федерации в области культуры (2005) — за серию живописных произведений «Они сражались за Родину»[15]
- Орден Трудового Красного Знамени (1985)
- Орден Дружбы народов (1993) — за большие заслуги в развитии изобразительного искусства и плодотворную педагогическую деятельность[16]
- Орден «Знак Почёта» (1976)
- Орден «За заслуги перед Отечеством» III степени (2005) — за большой вклад в развитие отечественного изобразительного искусства и многолетнюю творческую деятельность[17]
- Орден «За заслуги перед Отечеством» IV степени (2000) — за большие заслуги в развитии отечественного изобразительного искусства[18]
- Медаль «За трудовое отличие» (1955) — за выдающиеся заслуги в развитии белорусского искусства и литературы и в связи с декадой белорусского искусства и литературы в гор. Москве[19]
- Золотая медаль АХ СССР (1988)
- Серебряная медаль АХ СССР (1960)
- Серебряная медаль Министерства культуры СССР
- Золотая медаль имени М. Б. Грекова (1999)
- Всероссийская премия Ф. И. Тютчева «Русский путь» (2007)
- Золотая медаль имени Ф. И. Тютчева (2007)
- Золотая медаль имени В. И. Сурикова (2008)
- Золотая медаль имени А. А. Пластова (2009)
- Золотая медаль имени М. А. Шолохова (2010)
- Премия Союзного государства в области литературы и искусства за 2009—2010 годы (10 декабря 2009 года) — за произведения литературы и искусства, вносящие большой вклад в укрепление отношений братства, дружбы и сотрудничества между государствами-участниками Союзного государства[20]
- Национальная премия «Имперская культура» имени Эдуарда Володина (2008)[21]
- Премия Центрального Федерального округа РФ в области литературы и искусства в номинации «За долголетнее и плодотворное служение отечественной культуре» (2010)
- Почётный гражданин Брянска (1994)[9]
- Почётный гражданин Брянской области (2003)

## Творчество
В центре внимания братьев Ткачёвых — русская деревня. Герои их картин — реальные люди, современники, родные, друзья, соседи. Вместе с тем художники стремятся к созданию типических образов, в которых воплощается национальный характер. Он автор многочисленных произведений посвящённых истории, военной тематике. В соавторстве со своим братом Сергеем Ткачёвым, они создали огромное количество произведений, вошедших в «золотой» фонд русской живописи. Произведения художника находятся в собраниях ГТГ, ГРМ, десятков областных и республиканских галерей, а также в частных коллекциях Бельгии, Великобритании, Германии, Италии, Канады, Китая, Нидерландов, США, Тайваня, Франции, Южной Кореи, Японии.

### Основные произведения
- «Девушка в красном» (1949)
- «Мальчик в красной рубашке» (1950)
- «Девушка с косами» (1950)
- «Портрет отца» (1955)
- «Весна наступает» (1959)
- «Мама» (1955)
- «Бабка Фёкла» (1960)
- «Старушка» (1961 г.)
- «Наталья Ионина» (1982)
- «Портрет М. И. Атаманова» (1995)
- «Ярый день» (1995)
- «Володя Пакетов» (1997) и многие другие.

В соавторстве с братом Сергеем им созданы следующие картины:
- «Детвора» (1957—1960, Государственный Русский музей)
- «Между боями» (1958—1960)
- «Родная земля. Победители» (1968)
- «Дорогой гость» (1968)
- «В колхоз» (1970)
- «Хлеб республики» (1970)
- «Свадьба» (1972)
- «В партизанском крае» (1975)
- «Пора сенокосная» (1976)
- «Околица» (1977—1980)
- «На родной земле» (1978—1980)
- «Пора журавлиная» (1983)
- «Молодая семья» (1983—1984)
- «Вышивальщицы знамён» (1984—1987)
- «Русское поле. Лихолетье» (1986—1998)
- «Беспризорники» (1988—1998),
- «Колокола России» (1990)
- «Старики» (1991)
- «Судьба ветерана» (1994—1995) и др.